# 丹尼斯·諾維科夫
丹尼斯·諾維科夫（英語：Dennis Novikov，1993年11月6日—）是一位美國網球運動員。他現在就讀於加州大學洛杉磯分校。在2012年，他成為職業網球選手。他迄今為止在大滿貫的最好成績是2012年美國網球公開賽第二輪。